# Стар Трек IV: Пътуване към вкъщи
„Стар Трек IV: Пътуване към вкъщи“ (на английски: Star Trek IV: The Voyage Home) е четвъртият филм от поредицата за Стар Трек и ни пренася отново в приключенията на кап. Кърк и неговия екипаж - този път със Спок в него. Началото му се застъпва с края на третия филм Стар Трек III: В търсене на Спок. Филмът излиза на 26 ноември 1986 г. и е режисиран отново от Ленърд Нимой. Номиниран е за цели 4 Оскара, но не получава нито един.
В този филм в някои части са вмъкнати моменти, придаващи на филма леко комичен привкус.
Дейтвието, този път, ни пренася в 20 век с новите приключения на екипажа на Enterprise.

## Сюжет
Мистериозна космическа сонда от извънземен произход, издаваща странен и непонятен звук към планетата Земя, очевидно чакаща нещо. В същото време сондата предизвиква гигански бури на Земята и я застрашава с унищожение. Джеймс Т. Кърк и неговия екипаж, приближавайки Земята, получават съобщение от Земята с фрагмент от звука, издаван от сондата. Те разкриват, че странния звук е като звука, издаван от гърбат кит, който във 23 век вече не съществува, заради пълното му изтребление. За да намерят нещо, което да отговори на сондата, кап. Кърк и екипажът му са принудени да направят опит за пътуване в миналото за да намерят и доставят кит обратно на Земята на 23 век, за да я спасят от унищожение. Те попадат в 1986 г., в Сан Франциско, където откриват неща и начин на живот напълно непознати за тях.

## Филми от поредицата за „Стар Трек“
Поредицата „Стар Трек“ включва 14 филма:
- „Стар Трек: Филмът“ (1979)
- „Стар Трек II: Гневът на Хан“ (1982)
- „Стар Трек III: В търсене на Спок“ (1984)
- „Стар Трек IV: Пътуване към вкъщи“ (1986)
- „Стар Трек V: Последната граница“ (1989)
- „Стар Трек VI: Неоткритата страна“ (1991)
- „Стар Трек: Космически поколения“ (1994)
- „Стар Трек VIII: Първи контакт“ (1996)
- „Стар Трек: Бунтът“ (1998)
- „Стар Трек: Възмездието“ (2002)
- „Стар Трек“ (2009)
- „Пропадане в мрака“ (2013)
- „Стар Трек: Отвъд“ (2016)
- „Стар Трек: Секция 31“ (2025)